# Присивашский заказник
Присивашский заказник (укр. Присиваський заказник, крымскотат. Sıvaş boyu muvaqqat qoruğı, Сываш бою мувакъкъат къоругъы) — ботанический заказник местного значения, расположенный на Присивашской низменности, на территории Нижнегорского района (Крым). Создан 11 ноября 1979 года. Площадь — 1 000 га. Землепользователь — Министерство экологии и природных ресурсов Республики Крым.

## История
Заказник создан Решением исполнительного комитета Крымского областного Совета народных депутатов от 11.11.1979 № 617 «Об организации заказников дикорастущих лекарственных растений».
Является государственным природным заказником регионального значения, согласно Распоряжению Совета министров Республики Крым от 05.02.2015 № 69-р «Об утверждении Перечня особо охраняемых природных территорий регионального значения Республики Крым».

## Описание
Заказник создан с целью сохранения, возобновления и рационального использования типичных и уникальных природных комплексов: участка дикорастущих лекарственных растений. На территории заказника запрещается или ограничивается любая деятельность, если она противоречит целям его создания или причиняет вред природным комплексам и их компонентам.
Территория заказника представлена 6 участками на территории Изобильненского и Пшеничненского сельских поселений: между селами Любимовка, Изобильное и Кулички.
Ближайший населённый пункт — сёла Любимовка, Изобильное и Кулички, город — Джанкой.

## Природа
Природа заказника представлена участием лекарственного растения ромашки лекарственной (Matricāria chamomīlla).